# رابرت اس. بروکینگز
رابرت سامرز بروکینگز (Robert Somers Brookings) (زاده ۲۲ ژانویه ۱۸۵۰ – در گذشته ۱۵ نوامبر ۱۹۳۲)، بازرگان و نوعدوست آمریکایی بود. وی بیشتر به دلیل همکاری با دانشگاه واشینگتن در سنت لوئیس و تأسیس مؤسسه بروکینگز شناخته شده است.

## اوایل زندگی
بروکینگز در مریلند به دنیا آمد. پدر او دکتر ریچارد بروکینگز و مادرش مری الیزا بروکینگز بودند و در منطقهٔ رود الک کوچک در شهرستان سیسیل نزدیک بالتیمور بزرگ شد. پدرش زمانی که رابرت فقط دو سال داشت، از دنیا رفت و شرایط مالی خانواده به شدت بد شد.
پس از یک سال از مدرسه اخراج شد. در سال ۱۸۶۷ زمانی که ۱۷ سال داشت به سنت لوئیس در ایالت میزوری رفت تا در کنار برادرش، هری به عنوان کارمند در شرکت کوپلز و مارستون مشغول به کار شود. شرکت کوپلز و مارستون یک فروشگاه لوازم خانگی بود که به صورت عمده اجناس خود را به فروش می‌رساند. رابرت روزانه به عنوان دفتردار شرکت و شب‌ها در نفش حساب‌دار شرکت فعالیت می‌کرد. حقوق وی به عنوان دفتردار و حساب‌دار به ترتیب ۲۵ و ۱۰ دلار در ماه بود. رابرت راه و روش فروش را تمرین تمود و ساموئل کاپلز را متقاعد کرد تا او را در موقعیت شغلی فروشنده قرار دهد که به عنوان ضرب‌زن شناخته می‌شود.
رابرت بروکینگز با ایزابل واله جنیری ازدواج کرد (متولد ۱۸۷۶ – درگذشته ۱۹۶۵).

## حرفه
رابرت و برادرش پس از چهار سال فعالیت در شرکت کاپلز و مارستون، تصمیم گرفتند تا شرکت خود را تأسیس کنند. کاپلز ترجیح داد که به جای از دست دادن رابرت، او را شریک خود بسازد. بنا بر این در سال ۱۸۷۲ رابرت و هری بروکینگز شرکای شرکت کاپلز و مارستون شدند و تحت مدیریت آن‌ها، کسب و کار رونق یافت. بروکینگز برای کارهای شرکت، به سراسر کشور سفر می‌کرد و کاپلز تجارت ابزار چوبی را بر عهده داشت. وی زمانی که سی سال داشت، میلیونر شد و سمت معاون شرکت را بر عهده داشت.
یکی از موفقیت‌های بزرگ شغلی بروکینگز ساخت ایستگاه کاپلز بود که در سال ۱۸۹۵ تکمیل شد. با توجه به این‌که شرکت‌ها مجبور به پرداخت هزینه بودند تا بارهای‌شان با کشتی از راه‌آهن به انبارهای کنار رودخانه حمل شود، بروکینگز به این فکر افتاد که انبارها را در کنار راه‌آهن احداث کند تا قطارها خود بتواند از انبارها بارگیری کرده یا بار را داخل انبارها بگذارند. ایستگاه کاپلز هجده انبار داشت که توسط ویلیامز ایمزو توماس یانگ طراحی شده بود. کوششی متفاوت از فعالیت شرکت کوپلز و مارستون موجب تحول ایستگاه حمل و نقل در سنت لوئیس شد و به عنوان الگویی برای سایر شهرها عمل کرد. ساخت ایستگاه نیازمند خریداری ۸ قطعه زمین بود که همین موضوع شرکت را تا مرز ورشکستگی کشاند. هیچ بانک آمریکایی حاضر به پرداخت وام به بروکینگز نشد تا در نهایت وام سه میلیون دالری یک بانک انگلیسی او را از این وضعیت هولناک نجات داد.
در سال ۱۸۹۵، زمانی که بروکینگز از نظر سرمایه به وضعیت با ثباتی رسیده بود، تصمیم گرفت به فعالیت‌های خیریه و نوعدوستی روی بیاورد. او زمانی که چهل و شش سال داشت، از کسب و کار خود را بازنشسته کرد. بروکینگز به آموزش برای کمک به دیگران علاقه‌مند بود. او بسیار مشتاق به سرمایه‌گذاری در دانشگاه خودش بود ولی تصمیم گرفت، با دانشگاه واشینگتن (Washington University) که در آن زمان مشکل مالی داشت، همکاری نماید. وی در ماه نوامبر سال ۱۸۹۵، به سمت ریاست هیئت امنای دانشگاه رسید و تا پایان عمر به عنوان عضوی از این هیئت باقی ماند. همچنین بیش از ۵ میلیون دلار (معادل ۸۲ میلیون دلار در سال ۲۰۱۷) پول نقد و املاک به دانشگاه اهدا کرد. بروکینگز کمک کرد تا یک دانشکده کوچک تبدیل به یک دانشگاه ممتاز در سطح کشور تبدیل شود. وی بودجه‌ای را برای تبدیل صد هکتار زمین به محوطه هیل تاپ دانشگاه اختصاص داد. ساختمان ریاست دانشگاه به افتخار وی «سالن بروکینگز» نامیده شد. در سال ۱۸۹۹، دارایی دانشگاه ثابت بود. دوستان بروکینگز، از جمله ویلیام کی بیکسبی (William K. Bixby)، آدولفوس بوش (Adolphus Busch) و ادوارد مالینکرود(Edward Mallinckrodt)، در کمپین ساخت و ساز دانشگاه کمک کردند. در محوطهٔ دانشگاه، ساختمان‌های به پاس خدمات ایشان به نام‌های آن سه شخص نام‌گذاری شد. بروکینگز بسیاری از ساختمان‌های جدید دانشگاه را برای برپایی نمایشگاه جهانی ۱۹۰۴ اجاره داد. او همچنین به دانشگاه کمک کرد تا دانشکده پزشکی آن برجسته شود و به یکی از بهترین دانشکده‌های پزشکی در سطح کشور تبدیل شود.
در سال ۱۹۱۷ وودرو ویلسون، رئیس‌جمهور وقت آمریکا، بروکینگز را به عنوان عضوی از هیئت صنایع جنگی منصوب کرد و سپس او را به سمت ریاست کمیته تثبیت قیمت گماشت. او در این‌جای‌گاه، رابط میان دولت آمریکا و بسیاری از صنایع مختلف بود. نقش این هیئت یک‌پارچه‌کردن تلاش‌های با هدف تأمین و تقسیم کالا و مواد غذایی در میان ارتش بود. بروکینگز به پاس تلاش‌هایش در طول جنگ برنده مدال خدمات برجستهٔ ایالات متحده آمریکا (U.S. Distinguished Service Medal)، لشکر افتخار فرانسه (Legion of Honor) و مدال پادشاهی ایتالیا(Order of the Crown of Italy) شد.
در سال ۱۹۱۶، بروکینگز به عنوان نخستین رئیس مؤسسه تحقیقات دولتی که یک سازمان مستقل مختص مطالعات سیاسی است، انتخاب شد. وی پس از چند سال، موفق شد بودجه‌ای از شرکت سهامی کارنگی (Carnegie Corporation) برای تأسیس مؤسسه اقتصاد فراهم کند. او در سال ۱۹۲۸ بخشی از ثروت شخصی خود را برای ایجاد یک دانشگاه تحصیلات تکمیلی اقتصاد و حکومت اهدا کرد. در همان سال، این سه سازمان تبدیل به مؤسسه بروکینگز(Brookings Institution) شدند. این مؤسسه روی دولت فدرال قدرت و نفوذ داشت از جمله در طی فرایند بودجهٔ فدرال در سال ۱۹۲۰ و لایحهٔ اصلاح مالیاتی در سال ۱۹۸۶. این مؤسسه به عنوان یکی از اتاق فکرهای اصلی در ایالات متحده باقی ماند. نفوذ این سازمان آن‌قدر زیاد بود که در سال ۱۹۷۳ دولت نیکسون (President Nixon) نقشهٔ نابودی آن را طرح کرد.
بروکینگز سه کتاب از خود بر جای گذاشت: «مالکیت صنعتی» (۱۹۲۵)، «دموکراسی اقتصادی» (۱۹۲۹) و «مسیر پیش‌رو» (۱۹۳۲). وی تا ۷۷ سالگی مجرد ماند. او سه عمارت در سنت لوئیس ساخت و نیز صاحب یک ملک روستایی بود. در سال ۱۹۲۷، وی به همراه ایزابل جنیری ۵۵ ساله فرار نمود که باعث شگفتی دوستانش شود. آن‌ها سال‌ها یک‌دیگر را می‌شناختند و جنیری یک ساختمان را به دانشکده حقوق دانشگاه واشینگتن و ساختمانی دیگر را به عنوان دفتر مرکزی مؤسسهٔ بروکینگز اهدا کرد.
بروکینگز در سال ۱۹۳۲ در واشینگتن درگذشت و در آرامگاه به‌له‌فونتین در سنت لوئیس به خاک سپرده شد.